# Châtillon (Allier)
Châtillon é uma comuna francesa na região administrativa de Auvérnia-Ródano-Alpes, no departamento Allier. Estende-se por uma área de 12,9 km². Em 2010 a comuna tinha 319 habitantes (densidade: 24,7 hab./km²).